# Mompha permota
Mompha permota é uma espécie de mariposa do gênero Mompha pertencente à família Coleophoridae.